# 240-talet

## Händelser
- 240 - Kushandynastin faller.
- 241 - Staden Bagram överges.
- 244 - Ardashir I Papagan, första härskaren av Sasaniderna avlider.
- 247 - Rom firar 1000-årsjubileum, ludi saeculares.

## Födda
- 242 - Sun Hao, sista kejsaren i kungariket Wu.
- 247 - Cao Huan, sista kejsaren av kungariket Wei.

## Avlidna
- 242 - Ammonios Sakkas avlider.